# Christ Bongo
Christ Bongo (Kinshasa, 11 agosto 1976) è un ex calciatore congolese (Repubblica del Congo), di ruolo attaccante.

## Statistiche

### Cronologia presenze e reti in nazionale
| Cronologia completa delle presenze e delle reti in nazionale ― Rep. del Congo | Cronologia completa delle presenze e delle reti in nazionale ― Rep. del Congo | Cronologia completa delle presenze e delle reti in nazionale ― Rep. del Congo | Cronologia completa delle presenze e delle reti in nazionale ― Rep. del Congo | Cronologia completa delle presenze e delle reti in nazionale ― Rep. del Congo | Cronologia completa delle presenze e delle reti in nazionale ― Rep. del Congo | Cronologia completa delle presenze e delle reti in nazionale ― Rep. del Congo | Cronologia completa delle presenze e delle reti in nazionale ― Rep. del Congo |
| Data                                                                          | Città                                                                         | In casa                                                                       | Risultato                                                                     | Ospiti                                                                        | Competizione                                                                  | Reti                                                                          | Note                                                                          |
| ----------------------------------------------------------------------------- | ----------------------------------------------------------------------------- | ----------------------------------------------------------------------------- | ----------------------------------------------------------------------------- | ----------------------------------------------------------------------------- | ----------------------------------------------------------------------------- | ----------------------------------------------------------------------------- | ----------------------------------------------------------------------------- |
| 11-8-1996                                                                     | Pointe-Noire                                                                  | Rep. del Congo                                                                | 0 – 0                                                                         | Togo                                                                          | Qual. Coppa d'Africa 1998                                                     | -                                                                             |                                                                               |
| 25-8-1996                                                                     | Lomé                                                                          | Togo                                                                          | 1 – 0                                                                         | Rep. del Congo                                                                | Qual. Coppa d'Africa 1998                                                     | -                                                                             |                                                                               |
| 12-1-1997                                                                     | Kinshasa                                                                      | Zaire                                                                         | 1 – 1                                                                         | Rep. del Congo                                                                | Qual. Mondiali 1998                                                           | 1                                                                             | 71’                                                                           |
| 6-4-1997                                                                      | Pointe-Noire                                                                  | Rep. del Congo                                                                | 2 – 0                                                                         | Sudafrica                                                                     | Qual. Mondiali 1998                                                           | -                                                                             | 73’                                                                           |
| 8-6-1997                                                                      | Pointe-Noire                                                                  | Rep. del Congo                                                                | 1 – 0                                                                         | RD del Congo                                                                  | Qual. Mondiali 1998                                                           | -                                                                             | 71’                                                                           |
| 25-6-2000                                                                     | Libreville                                                                    | Gabon                                                                         | 2 – 3                                                                         | Rep. del Congo                                                                | Amichevole                                                                    | -                                                                             |                                                                               |
| 9-7-2000                                                                      | Kinshasa                                                                      | RD del Congo                                                                  | 2 – 0                                                                         | Rep. del Congo                                                                | Qual. Mondiali 2002                                                           | -                                                                             | 59’                                                                           |
| 3-9-2000                                                                      | Pointe-Noire                                                                  | Rep. del Congo                                                                | 1 – 2                                                                         | Sudafrica                                                                     | Qual. Coppa d'Africa 2002                                                     | -                                                                             |                                                                               |
| 8-10-2000                                                                     | Curepipe                                                                      | Mauritius                                                                     | 1 – 2                                                                         | Rep. del Congo                                                                | Qual. Coppa d'Africa 2002                                                     | -                                                                             | 75’                                                                           |
| 14-1-2001                                                                     | Monrovia                                                                      | Liberia                                                                       | 5 – 1                                                                         | Rep. del Congo                                                                | Qual. Coppa d'Africa 2002                                                     | 1                                                                             |                                                                               |
| 28-1-2001                                                                     | Pointe-Noire                                                                  | Rep. del Congo                                                                | 1 – 2                                                                         | Tunisia                                                                       | Qual. Mondiali 2002                                                           | 1                                                                             |                                                                               |
| 6-5-2001                                                                      | Pointe-Noire                                                                  | Rep. del Congo                                                                | 1 – 1                                                                         | RD del Congo                                                                  | Qual. Mondiali 2002                                                           | -                                                                             |                                                                               |
| Totale                                                                        |                                                                               | Presenze                                                                      | 12                                                                            |                                                                               | Reti                                                                          | 3                                                                             |                                                                               |